# Pauline Slangen
Pauline Slangen (Lommel, 2002) és una cantant belga. Va esdevenir coneguda després de guanyar el programa de televisió Regi Academy el 2021. Abans havia participat al programa de televisió The Voice Kids.

## Biografia
Pauline va participar al programa de televisió The Voice Kids als 14 anys. Estava a l'equip Josje i no va arribar a la final. El 2021, va fer una audició al programa de televisió Regi Academy. Va guanyar el programa al setembre de 2021. Juntament amb Regi va gravar el senzill Thousand Stars. L'octubre de 2021 va actuar a l'Sportpaleis com a part del Regi Tour. El 2022 va cantar una versió de la cançó de Freya Ridings Lost Without You at al programa de televisió Liefde voor muziek per al Rode Neuzen Dag.
El juliol de 2022, va llançar el seu primer número en solitari Uit mijn hoofd.

## Vida personal
En diverses publicacions va aparèixer relacionada amb Olivier Deschacht, però el 2024 el va deixar per centrar-se en la música.

## Televisió
- Regi Academy (2022)
- Tien om te Zien (2022)
- Regi Academy (2021)
- The Voice Kids (2016)

## Discografia
| Nom de la cançó  | Data de llançament |
| ---------------- | ------------------ |
| Duizend Sterren  | 25-09-2021         |
| Lost Without You | 12-11-2021         |
| Uit mijn hoofd   | 22-07-2022         |